# 에리카 헤르체흐
에리카 미콜라이우나 헤르체흐(우크라이나어: Еріка Миколаївна Герцег, 러시아어: Эрика Николаевна Герцег 예리카 니콜라예브나 게르체크[*], 헝가리어: Herceg Erika 헤르체그 에리커[*], 1988년 7월 5일 ~ )는 헝가리, 우크라이나의 가수, 모델이다. 2013년부터 걸 그룹 누 버고스의 멤버로 활동하고 있다.